# Pożegnanie z nocą
Pożegnanie z nocą lub Pożegnanie nocy (fr. L'adieu à la nuit) – francuski dramat filmowy z 2019 roku w reżyserii André Téchinégo, wyprodukowany przez wytwórnię Curiosa Films i inne. Główną rolę w filmie zagrała Catherine Deneuve.
Premiera filmu odbyła się 12 lutego 2019 podczas 69. MFF w Berlinie, gdzie został zaprezentowany w ramach pokazów pozakonkursowych.

## Fabuła
Do Muriel, właścicielki ośrodka jeździeckiego przyjeżdża jej wnuk Alex. Muriel wita go z radością, uważając że wnuk przyjechał pożegnać się z nią przed wyjazdem do Kanady. Przypadkowo odkrywa, że Alex nawrócił się na islam pod wpływem swojej dziewczyny. Stopniowo Muriel dowiaduje się, że Alex ją okrada i okłamuje i że faktycznie przygotowuje się do wyjazdu do Syrii, aby tam dołączyć do grupy terrorystów.

## Obsada
- Catherine Deneuve jako Muriel
- Kacey Mottet-Klein jako Alex
- Oulaya Amamra jako Lila, dziewczyna Alexa
- Stéphane Bak jako Bilal, islamistyczny werbownik
- Kamel Labroudi jako Fouad
- Mohamed Djouhri jako Youssef

## Produkcja
Zdjęcia do filmu kręcono we francuskim departamencie Pireneje Wschodnie.